# Elecciones al Parlamento Europeo de 2004 (Reino Unido)

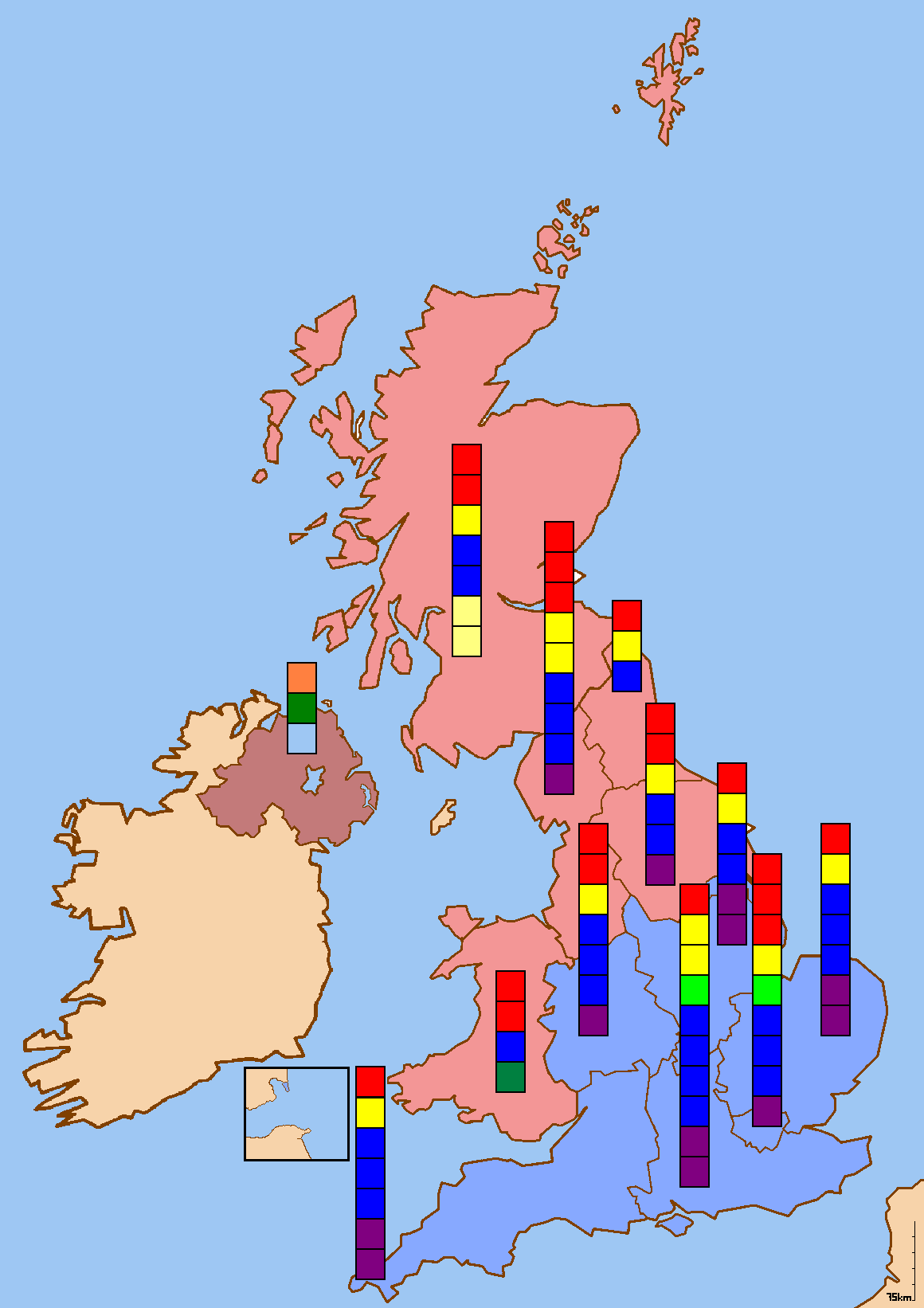
Elecciones al parlamento europeo de 2004, resultados en el Reino Unido.

En las elecciones al Parlamento Europeo de 2004 en Reino Unido, celebradas en junio, se escogió a los representantes de dicho país para la sexta legislatura del Parlamento Europeo. El número de escaños asignado a Reino Unido pasó de 87 a 78.

## Resultados
| ← Elecciones al Parlamento Europeo de 2004 →                   |           |       |         |
| Partido                                                        | Votos     | %     | Escaños |
| Partido Conservador (CONS)                                     | 4.397.090 | 25,88 | 27      |
| Partido Laborista (LAB)                                        | 3.718.683 | 21,88 | 19      |
| Partido de la Independencia del Reino Unido (UKIP)             | 2.650.768 | 15,60 | 12      |
| Demócratas Liberales (LD)                                      | 2.452.327 | 14,43 | 12      |
| Partido Verde (GP)                                             | 1.033.093 | 6,08  | 2       |
| British National Party (BNP)                                   | 808.200   | 4,76  | 0       |
| Respect - The Unity Coalition (RESPECT)                        | 252.216   | 1,48  | 0       |
| Partido Nacional Escocés (SNP)                                 | 231.505   | 1,36  | 2       |
| Independientes (IND)                                           | 209.840   | 1,23  | 0       |
| Partido Unionista Democrático (DUP)                            | 175.761   | 1,03  | 1       |
| Plaid Cymru (PCYMRU)                                           | 159.888   | 0,94  | 1       |
| Sinn Féin (SF)                                                 | 144.541   | 0,85  | 1       |
| English Democrats Party (EDP)                                  | 130.056   | 0,77  | 0       |
| Partido Liberal (LP)                                           | 96.325    | 0,57  | 0       |
| Partido Unionista del Ulster (UUP)                             | 91.164    | 0,54  | 1       |
| Social Democratic and Labour Party (SDLP)                      | 87.559    | 0,52  | 0       |
| Scottish Socialists (Scottish Soc.)                            | 61.356    | 0,36  | 0       |
| Christian Peoples Alliance - Ram Gidoomal (CPA)                | 56.771    | 0,33  | 0       |
| Senior Citizens Party (SCP)                                    | 42.861    | 0,25  | 0       |
| The Countryside Party (CP)                                     | 42.107    | 0,25  | 0       |
| Pensioners Party - Your Present, Your Future (Pens. Party)     | 33.501    | 0,20  | 0       |
| Operation Christian Vote (OCV)                                 | 21.056    | 0,12  | 0       |
| ProLife (PROLIFE)                                              | 20.393    | 0,12  | 0       |
| Foward Wales - Cymru Ymlaen (FW)                               | 17.280    | 0,10  | 0       |
| The People Party for Better Government (PPBG)                  | 13.776    | 0,08  | 0       |
| Peace Party - Non-Violence, Justice, Environment (Peace Party) | 12.572    | 0,07  | 0       |
| Socialist Environmental Alliance (SEA)                         | 9.172     | 0,05  | 0       |
| The Common Good (CG)                                           | 8.650     | 0,05  | 0       |
| Scottish Wind Watch (SWW)                                      | 7.255     | 0,04  | 0       |
| Partido Democrático Cristiano (CDP)                            | 6.821     | 0,04  | 0       |